# Фелльберг
Фелльберг (нім. Vellberg) — місто в Німеччині, знаходиться в землі Баден-Вюртемберг. Підпорядковується адміністративному округу Штутгарт. Входить до складу району Швебіш-Галль.
Площа — 31,89 км2. Населення становить 4557 ос. (станом на 31 грудня 2020).